# خورشیدگرفتگی ۲۶ ژوئیه ۱۸۰۵
خورشیدگرفتگی ۲۶ ژوئیه ۱۸۰۵ (به انگلیسی: Solar eclipse of 2۶ ژوئیه ۱۸۰۵) یک خورشیدگرفتگی از نوع خورشیدگرفتگی جزئی بود. این خورشیدگرفتگی در تاریخ ۲۶ ژوئیه ۱۸۰۵ روی داد که زمان اوج آن، ساعت ۶:۱۴:۱۹ به‌وقت ساعت هماهنگ جهانی بوده است.